# Beorn Estrithson
Pour les articles homonymes, voir Björn.
Beorn ou Björn Estrithson est un noble anglais d'origine danoise mort en 1049.

## Biographie
Beorn est le deuxième fils du jarl danois Ulf Thorgilsson et de sa femme Estrid Svendsdatter. Par sa mère, il est le neveu de Knut le Grand, roi du Danemark, de Norvège et d'Angleterre. Sa tante paternelle Gytha Thorkelsdóttir épouse quant à elle Godwin de Wessex, qui devient l'un des principaux barons d'Angleterre sous le règne de Knut.
En 1045, année du mariage du roi Édouard le Confesseur avec Édith de Wessex, la fille de Godwin, Beorn reçoit du roi le titre de comte. Son autorité s'étend sur plusieurs comtés dans le sud-est des Midlands. Il accroît son domaine en 1047 après la fuite de son cousin Sven Godwinson, dont le comté est confisqué par le roi et partagé entre Beorn et Harold, le frère cadet de Sven.
En 1049, l'empereur Henri III fait appel à Édouard dans sa lutte contre le comte de Flandre Baudouin V de Flandre. Le roi anglais assemble une flotte à Sandwich sous les ordres de Godwin, Harold et Beorn. Au même moment, Sven rentre en Angleterre dans l'espoir d'obtenir le pardon royal et d'être rétabli dans ses titres. Harold et Beorn refusant de l'aider, Sven tend un piège au second. Il l'attire à bord de ses vaisseaux, ancrés à Bosham, et le fait mettre à mort au large de Dartmouth.
Harold récupère le corps de son cousin Beorn et le fait inhumer à l'Old Minster de Winchester, auprès de son oncle Knut. Pour ce crime, Sven est déclaré hors-la-loi (niðing) et se réfugie à la cour du comte Baudouin.